# Brutal (album Black Uhuru)
Brutal – dziewiąty album studyjny Black Uhuru, jamajskiej grupy muzycznej wykonującej roots reggae.
Płyta została wydana w roku 1986 przez waszyngtońską wytwórnię RAS Records (w Europie ukazała się nakładem niemieckiego labelu Bellaphon Records). Nagrania zostały zarejestrowane w trzech różnych studiach: Music Mountain w Kingston, Shakedown w Nowym Jorku oraz Lion & Fox w Waszyngtonie. Ich produkcją zajęli się Arthur Baker oraz Gary "Doctor Dread" Himelfarb. Album doczekał się kilku reedycji, z których najbardziej znana jest dwupłytowa kompilacja Brutal / Brutal Dub, wydana przez RAS Records w roku 2000. Oprócz oryginalnych utworów znalazły się na niej także ich dubowe wersje, pierwotnie wydane w roku 1986 jako Brutal Dub.
W roku 1987 krążek został nominowany do nagrody Grammy w kategorii najlepszy album reggae. Była to druga nominacja do tej statuetki w historii zespołu.

## Lista utworów
1. "Brutal"
2. "Fit You Haffe Fit"
3. "Great Train Robbery"
4. "City Vibes"
5. "Uptown Girl"
6. "Conviction Or A Fine"
7. "Dread In The Mountain"
8. "Let Us Pray"
9. "Vision"
10. "Reggae With You"

## Muzycy

### Black Uhuru
- Junior Reid - wokal
- Duckie Simpson - chórki, wokal w utworze "Vision"
- Puma Jones - chórki, wokal w utworze "City Vibes"

### Instrumentaliści
- Ira Siegel - gitara
- Frank Stepanek - gitara
- Darryl Thompson - gitara
- Willie Lindo - gitara rytmiczna
- Robbie Shakespeare - gitara basowa
- Sly Dunbar - perkusja
- Bashiri Johnson - perkusja
- Christopher "Sky Juice" Blake - perkusja
- Mark Gollehom - waltornia
- Lenny Pickett - waltornia
- Tony "Asha" Brissett - keyboard
- Jeff Bova - keyboard
- Robert Lynn - organy
- Tyrone Downie - organy